# 生态纲领

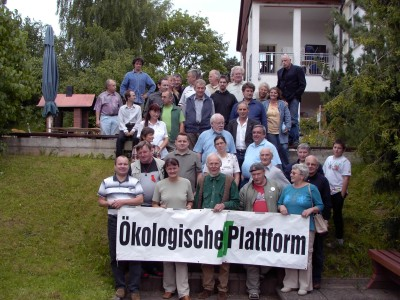
2007年生态纲领联邦会议

生态纲领（德語：Ökologische Plattform）是德国左翼党内部的一个政治组织。1994年夏天，该组织于当时的民主社会主义党内部成立。它自认为是左翼党及其外围的地方环境保护和气候政策团体以及个人组成的联合组织，这些团体和个人在地方上自主开展活动。